# Округ Оушан (Њу Џерзи)
Оушан (енгл. Ocean County) је округ у америчкој савезној држави Њу Џерзи.

## Демографија
По попису из 2010. године број становника је 576.567, што је 65.651 (12,8%) становника више него 2000. године.
| Група             | 2000.           | 2010.           |
| Белци             | 459.174 (89,9%) | 495.534 (85,9%) |
| Афроамериканци    | 15.268 (3,0%)   | 18.164 (3,2%)   |
| Азијати           | 6.550 (1,3%)    | 10.081 (1,7%)   |
| Хиспаноамериканци | 25.638 (5,0%)   | 47.783 (8,3%)   |
| Укупно            | 510.916         | 576.567         |